# Hyparschale (Templin)
Die Hyparschale in Templin (früherer Name: Speise- und Tanzgaststätte »Bürgergarten«) ist ein ehemaliges Restaurant mit Diskothek, die von Bauingenieur Ulrich Müther entworfen wurde. Die Einweihung fand am 7. Oktober 1972 statt, am Tag der Republik. Die Templiner Hyparschale war ab 1977 eine Gaststätte für das damals nahe gelegene Ferienheim des Freien Deutschen Gewerkschaftsbunds (FDGB) „Salvador Allende“. Nach der Wende stand der Pavillon seit Mai 1991 leer und verfiel zunehmend bis zu den ersten Sanierungsarbeiten Ende 2015. 2004 stellte das Brandenburgische Landesamt für Denkmalpflege (BLDAM) das Schalenbauwerk unter Denkmalschutz.
Am 13. Dezember 2018 wurde der Sanierungsabschluss der Glasfassade mit einem „Dichtfest“ feierlich begangen. Nach mehreren Verzögerungen konnte schließlich am 24. Mai 2024 auch die anliegende KiTa Am Fledermauswald mit einer Feier eröffnet werden. Die Hyparschale dient heute als ein vielfältig nutzbarer Veranstaltungsort von außergewöhnlicher Qualität und im Winter als Eishalle. Der Betreiber der Hyparschale ist die städtische Tourismus Marketing Templin GmbH (TMT).

## Geschichte

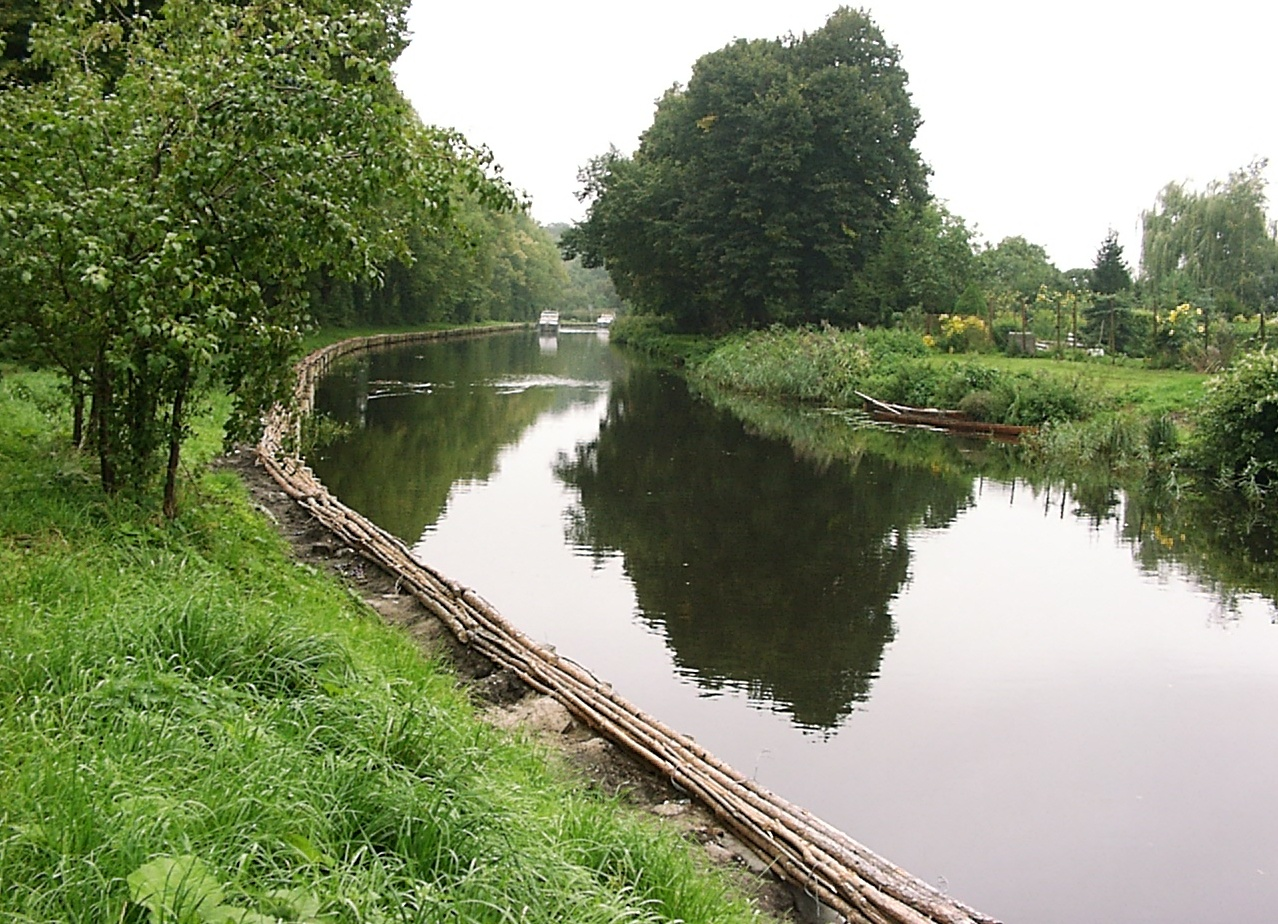
Templiner Kanal – Befestigung der Uferböschung mit Faschinen

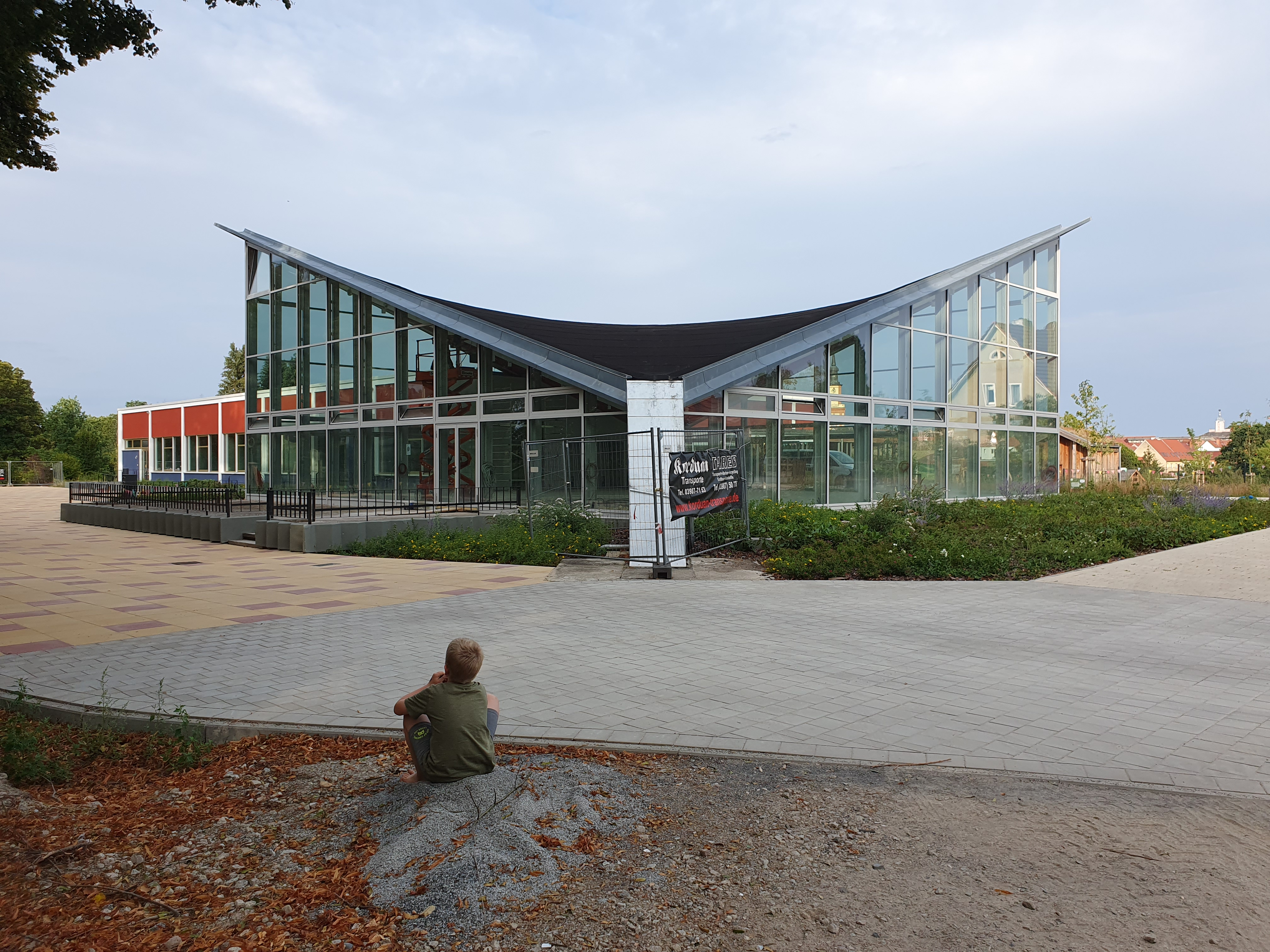
Hyparschale (Südwestecke), 2024

Das Gebäude befindet sich im Templiner Stadtpark Bürgergarten am Rande des historischen Stadtkerns. Der Park wird von der Altstadt durch den unbegradigten und baumumsäumten Templiner Kanal getrennt.
Mit dem Bau wurde 1967 begonnen, doch materielle und finanzielle Engpässe führten zu einem mehrjährigen Baustopp. Anfang der 1970er Jahre erwarb die FDGB das Gelände. Neben dem Bau eines Erholungsheims für 400 Gäste und der Fertigstellung der Hyparschale wurde auch ein quadratischer, eingeschossiger Funktionsbau an die Hyparschale angeschlossen.
Die markante, doppelt gewölbte Spannbetondecke der Hyparschale ist selbsttragend. Sie besteht aus einer hyperbolischen Paraboloidschale und überspannt eine quadratische Fläche von 20,5 × 20,5 Metern. Die ursprünglich vollständig umlaufende Fensterfront misst an ihrer höchsten Stelle 8,38 Meter. Im Untergeschoss befanden sich eine Bar mit Diskothek, die auch für die Allgemeinheit geöffnet und bei den Einwohnern von Templin sehr beliebt war.

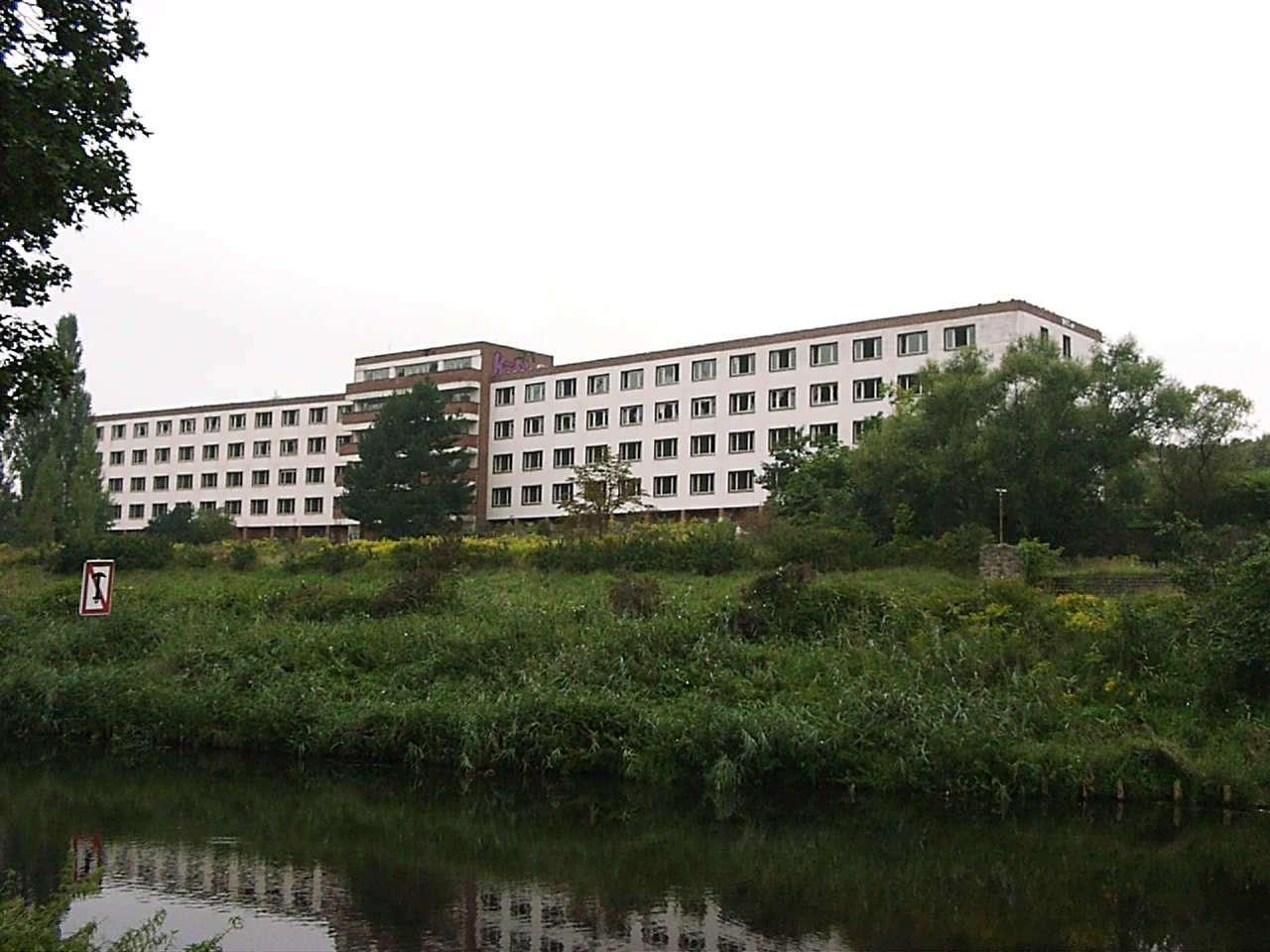
FDGB-Ferienheim „Salvador Allende“ am Templiner Kanal, 2014 abgerissen

Am 5. April 1974 wurde der Grundstein für das sogenannte Bettenhaus des FDGB-Ferienheimes „Salvador Allende“ gelegt und nach drei Jahren Bauzeit begann am 16. Mai 1977 der Hotelbetrieb. Nach der Wende wurde das Erholungsheim im Mai 1991 geschlossen, im Gegensatz zum FDGB-Ferienheim „Friedrich Engels“, heute Seehotel Templin, fanden sich hier keine Investoren zu Investitionen bereit. Nach heftigen Diskussionen über die zukünftige Nutzung beschloss der Stadtrat den Abriss und ließ diesen im Frühjahr 2014 durchführen. Der Baugrund wurde entsiegelt und zu einem Parkrasen umgewandelt. Den Heizungskeller des Ferienheimes beließ man intakt im Erdgrund, seit Sommer 2019 dient er als Schlaf- und Nistplatz für Fledermäuse.

### Sanierung
Fehlende Finanzmittel verhinderten bis Anfang 2016 eine Sanierung des Hyparschale, so dass neben Vandalismus auch Wasserschäden aufgetreten sind. Nach „intensiven Gesprächen“ des Bundestagsabgeordneten Jens Koeppen (CDU) und dem Einsatz des Bundestagsabgeordneten Stefan Zierke (SPD) wurde 2015 aus dem Bundesförderprogramm zum Erhalt nationaler Denkmäler 73.000 Euro zur Verfügung gestellt. Damit konnte die Dachdecke saniert werden. Unterstützung erhielt das Bauwerk auch von der Deutschen Stiftung Denkmalschutz, der Wüstenrot Stiftung und dem Landkreis Uckermark. Auf Antrag der Stadt hatte im Jahr 2017 der Bund zur Sanierung der Hyparschale rund 200.000 Euro Fördermittel bewilligt und bereitgestellt. Weitere Mittel sind vom Denkmalförderprogramm des Kulturministeriums von Brandenburg vorgesehen. Um das Gebäude wieder in die ursprüngliche Gestalt zu bringen, wurden der Anbau an der Parkplatzseite und das Heizhaus hinter der Hyparschale abgerissen.
Die Kurstadt Templin hatte 2014 einen zweistufigen Wettbewerb zur Neugestaltung des Bürgergartens ausgeschrieben, um als künftiger „familienorientierter Kur-, Erholungs- und Erlebnispark“ dessen Attraktivität zu erhöhen. Den Zuschlag erhielt 2016 der Entwurf des Landschaftsplaners Frank Buck, Fördermittel von der Euroregion Pomerania sollen die Umgestaltung finanzieren. Frühere FDGB-Urlaubsgäste besuchen noch heute als Natur- oder Badetouristen den Kurort Templin.
Im Juni 2018 beschloss der Stadtrat, im Nebengebäude der Hyparschale eine Kindertagesstätte (KiTa) einzurichten. Im angeschlossenen 400 m² großen Funktionsbau finden außerdem die Verwaltung vom Naturpark Uckermärkische Seen und ein gastronomisches Angebot Platz. Die Baukosten wurden auf rund 3,9 Millionen Euro geschätzt, hinzu kamen Neben- und Planungskosten von rund 1,6 Millionen Euro. Die erforderlichen Fördermittel lagen dafür vor.
Am 13. Dezember 2018 wurde der Abschluss der Arbeiten an der sanierten Glasfassade mit einem „Dichtfest“ gefeiert. Nach einer Ausschreibung wurden Anfang April 2019 die Firmen ausgewählt. Auf dem Hang unterhalb der Hyparschale sind Spiel- und Fitnessanlagen geplant. Ein geplanter Abenteuerspielplatz am Hang wird aus Kostengründen vorerst nicht gebaut. Zur 750-Jahr-Feier Templins im Jahr 2020 sollten auch die Terrassen am Ufer des Templiner Kanals zu einem Familiengarten umgestaltet werden, an dem Hang befinden sich zahlreiche Apfelbäume alter Sorten. Die Eröffnung der KiTa mit 80 Betreuungsplätzen war zunächst für September 2021 vorgesehen.

### Kindertagesstätte

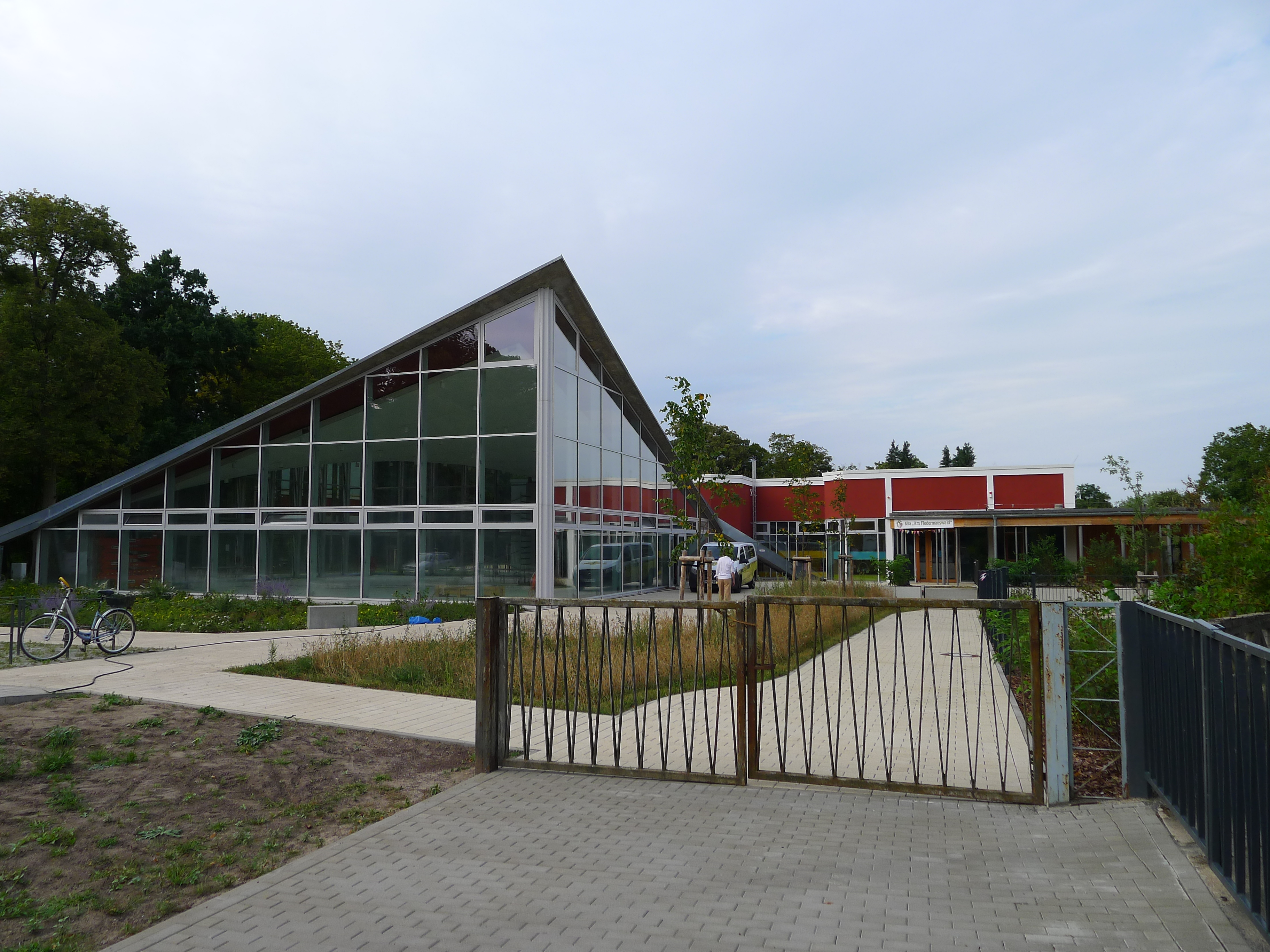
Hyparschale, KiTa (Mitte) und Kinderkrippe im Holzrahmenbau, 2024

Einen erheblichen Kostensprung von 5,5 Mill. auf 9 Mill. Euro verursachte die Wieder-Inbetriebnahme des großen Kellerareals unterhalb der heutigen KiTa, das zuerst nur stillgelegt werden sollte. Da jedoch die Kellermauern gegen Einsturz gesichert werden mussten, entschloss man sich nicht nur zu deren Sanierung, sondern auch zur weiteren Nutzung als Vollküche. Das umfasst eine Lagerung der Lebensmittel und deren Aufbereitung, Zubereitung, Auslieferung an die KiTa und an das Restaurant im selben Gebäude. Fördermittel aus dem Bund-Länder-Programm zum städtebaulichen Denkmalschutz finanzierten diesen Bauabschnitt. Den Fledermäusen wurde ein anderes Kellerquartier vor dem Kindergarten zugeteilt mit einer Holzhütte als Einflug.
Die Stadtverwaltung plante ursprünglich eine Erweiterung ihres KiTa-Angebots mit 100 bis 120 KiTa-Plätzen. Doch die bei Kindertagesstätten vorgeschriebenen Betreuungsflächen für den Innen- und Außenraum ließen auf dem vorgesehenen Areal nur Platz für 80 Jungen und Mädchen zu.
Architekt Lutz Grabowski hat neben der Sanierung der Hyparschale und dem Umbau des Funktionsbaus auch einen neuen Anbau in Holzrahmenbauweise mit einem begrünten Dach für 25 Kinder im Krippenalter bis zu drei Jahren entworfen. Ein Atrium und Glasdach über dem Restaurant sorgen für mehr Helligkeit. Das „Atrium“ soll nach Angaben von Grabowski einem Innenhof in der Altstadt gleichen, wobei man hier auch im Winter „draußen sitzen“ kann. Als zentraler Raum der Anlage verbindet das Atrium „insgesamt fünf Nutzungen“ (Hyparschale, Kita, Gastronomie, Vollküche und die Naturparkverwaltung). In das Flachdach platzierte Grabowski noch weitere Oberlichter, die rund und in hellgrün eingefasst sind.
Die Kinderbetreuung erfolgt nach dem pädagogischen Modell der Reggio-Pädagogik. Die Gesamtkosten von Sanierung, Umbau und Neubau einschließlich der zeitweiligen Eishalle in der Hyparschale betragen 12,25 Millionen Euro. Am 24. Mai 2024 wurde die Eröffnung der KiTa Am Fledermauswald mit einem Kulturprogramm, Dankesreden und Führungen in einem feierlichen Rahmen begangen.
Nach Beratungen von Bürgern mit einer Arbeitsgruppe der Stadtverwaltung ist der Vorschlag in das Kurstadtentwicklungskonzept aufgenommen worden, die Hyparschale als saisonale Eishalle während des Winters zu nutzen. Die Arbeiten zur Kühlrohrinstallation für den Schlittschuhlauf im Winter begannen im Juni 2024.

## Verschiedenes

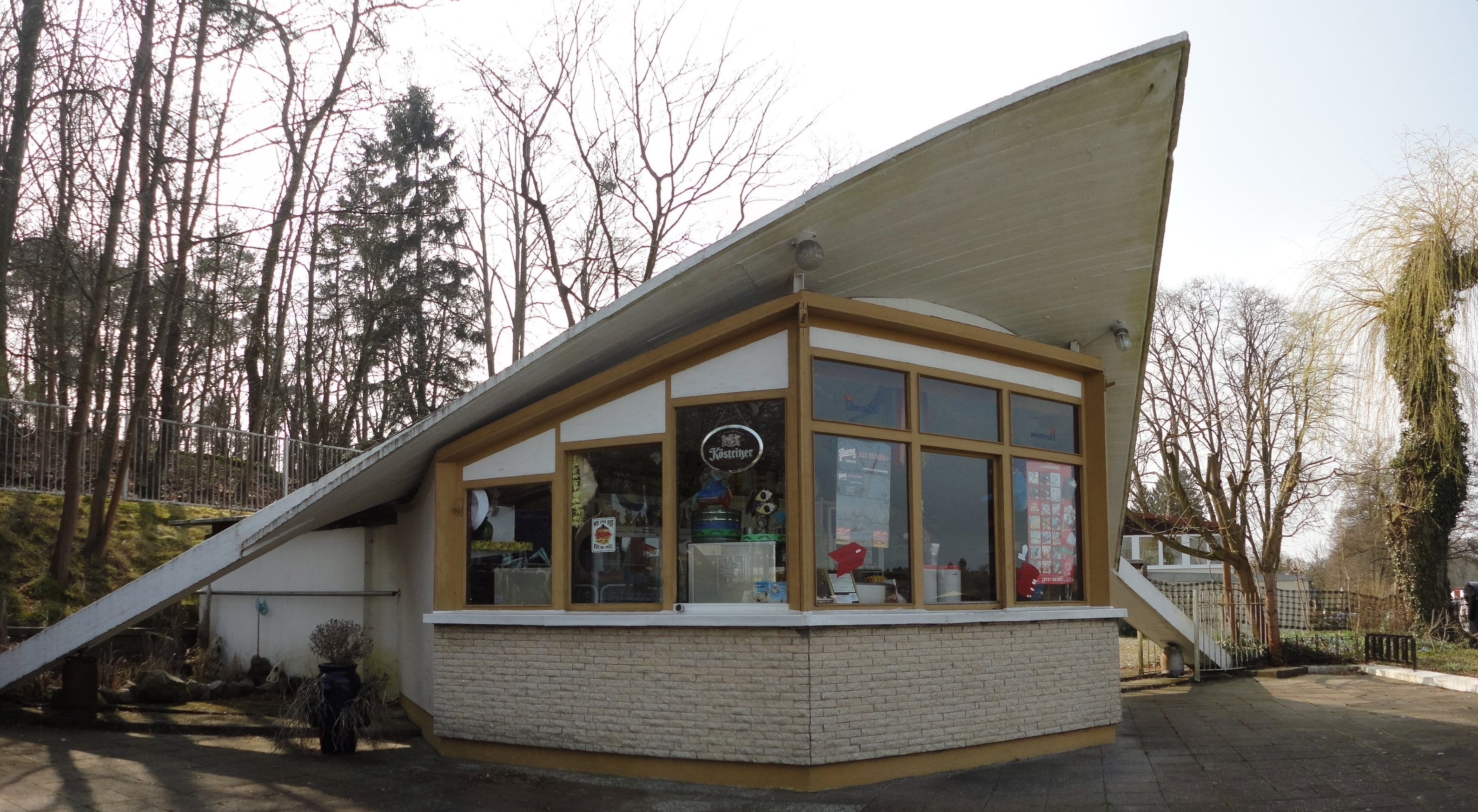
Strandkiosk in Templin, April 2015

- Am 11. November 2006 wurde die Ausstellung Kühne Solitäre – Baukunst statt Plattenbau. Die Hyparschalen des Baumeisters Ulrich Müther [41] in der Foyergalerie des Multikulturellen Centrums von Templin[42] eröffnet und war bis zum 30. November 2006 zu besichtigen. Nach der Eröffnung zeigte und erläuterte der Berliner Architekt Carsten Joost[43] in Vertretung für den erkrankten Müther den Gästen dessen Bauten in Templin.[44]
- Neben der Hyparschale hat Müther noch zwei weitere Schalenbauwerke in Templin entworfen: einen Kiosk am Templiner See (1969) und eine Reparatur- und Fahrzeughalle der Uckermärkischen Verkehrsgesellschaft (UVG) nordwestlich der Altstadt (1973), die heute noch in Nutzung sind. Das Dach der Halle verläuft in 5 × 2 trichterförmigen Stützsäulen (Schirmschalen) nach unten und ist daher nur von innen zu sehen. Zwischen den Schirmschalen sind konvex gewölbte Fensterbänder, die Tageslicht von oben hereinlassen.[45] Die Halle ist Müthers einziger Industriebau.[46] Das Gebäude in der Hans-Philipp-Straße 2 wurde vom Brandenburgischen Landesamt für Denkmalpflege (BLDAM) ebenso unter Denkmalschutz gestellt.[47]
 Der Kiosk befindet sich im „Stadtbad“ am Templiner See. Auch dieser Schalenbau wurde vom BLDAM als ein Baudenkmal gewürdigt.[48] Es ist geplant, dass „der Imbisspavillon […] wieder saniert“[49] wird.[50]
- Die Stadt Magdeburg hat ebenfalls ein namens- und bautypgleiches Gebäude von Ulrich Müther errichtet, siehe dazu: Hyparschale (Magdeburg).
- Am 4. September 2024[51] luden u. a. das Brandenburgische Landesamt für Denkmalpflege und Archäologische Landesmuseum, die Brandenburgische Architektenkammer und Brandenburgische Ingenieurkammer zu einer Begehung und Diskussion der Hyparschale ein.[49]

## Filme
– chronologisch –
- Hyparschale Templin feiert „Dichtfest“. Fernseh-Reportage, Deutschland, 2018, 3:11 Min., Buch: Dominique Ruff, Kamera: F. Zander, Produktion: Uckermark-TV (UM.tv), Internetpublikation: 15. Dezember 2018 bei UM.tv., Inhaltsangabe.
- Kita fügt sich in Denkmal ein. Fernseh-Reportage, Deutschland, 2020, 3:56 Min., Buch: Dominique Ruff, Kamera: Martin Skowasch, Produktion: Regio TV Nord, Internetpublikation: 7. April 2020 bei Regio TV Nord, Internet-Video und Inhaltsangabe, Interview mit Architekt Lutz Grabowski.
- Die Hyparschale Templin – Renaissance einer Institution. Computeranimation des Bauprojekts, Deutschland, 2020, 6:38 Min., Produktion: Architekturbüro immer.gut – Architektur + Denkmalpflege Beckert | Grabowski, Internetpublikation: 22. Juli 2020 bei YouTube, Internet-Video.
- Kindergarten 2.0 • Teil 1. Architekturvideo, Deutschland, 2024, 0:59 Min., Produktion: immer.gut architektur + denkmalpflege, Internetpublikation: 4. Mai 2024 auf TikTok, Internet-Video in der KiTa Am Fledermauswald.